# Cerro Largo Fútbol Club
Il Cerro Largo Fútbol Club, meglio noto semplicemente come Cerro Largo, è una società calcistica di Melo, in Uruguay.

## Storia
Fondato nel 2002, ha giocato nella stagione 2008-2009 per la prima volta in Primera División, retrocedendo subito in Segunda División. Al termine della stagione 2010-2011, vincendo i play-off, ha riconquistato la promozione in massima divisione.

## Palmarès

### Competizioni nazionali
- Segunda División Profesional de Uruguay: 1

2018

### Altri piazzamenti
- Segunda División Profesional de Uruguay:

Secondo posto: 2007-2008
Terzo posto: 2010-2011, 2016

## Organico

### Rosa 2020
| N. |                      | Ruolo | Calciatore         |
| -- | -------------------- | ----- | ------------------ |
| 2  | Argentina (bandiera) | D     | Agustín Heredia    |
| 3  | Uruguay (bandiera)   | D     | Robinson Ferreira  |
| 4  | Uruguay (bandiera)   | D     | Mauricio Gómez     |
| 5  | Argentina (bandiera) | C     | Gonzalo Lamardo    |
| 6  | Uruguay (bandiera)   | D     | Enrique Etcheverry |
| 7  | Uruguay (bandiera)   | C     | Nicolás Leites     |
| 8  | Uruguay (bandiera)   | C     | Hugo Dorrego       |
| 9  | Uruguay (bandiera)   | A     | Enzo Borges        |
| 10 | Argentina (bandiera) | A     | Tomás Fernández    |
| 11 | Uruguay (bandiera)   | A     | Borys Barone       |
| 12 | Uruguay (bandiera)   | P     | Ramiro Bentancur   |
| 13 | Uruguay (bandiera)   | D     | Emilio MacEachen   |
| 13 | Uruguay (bandiera)   | P     | Joaquín Silva      |
| 14 | Uruguay (bandiera)   | A     | Guillermo May      |
| 15 | Uruguay (bandiera)   | C     | Jonathan Jorge     |

| N. |                      | Ruolo | Calciatore         |
| -- | -------------------- | ----- | ------------------ |
| 16 | Uruguay (bandiera)   | D     | Hugo Magallanes    |
| 17 | Uruguay (bandiera)   | C     | Axel Müller        |
| 18 | Uruguay (bandiera)   | C     | Ángel Cayetano     |
| 19 | Uruguay (bandiera)   | D     | Mauro Brasil       |
| 20 | Uruguay (bandiera)   | A     | Gonzalo Latorre    |
| 21 | Uruguay (bandiera)   | C     | Hamilton Pereira   |
| 22 | Uruguay (bandiera)   | C     | Richard Dorrego    |
| 23 | Uruguay (bandiera)   | D     | Brian Ferrares     |
| 24 | Uruguay (bandiera)   | D     | Sergio Montero     |
| 25 | Argentina (bandiera) | C     | Adrián Sánchez     |
| 26 | Uruguay (bandiera)   | A     | Matías Tavares     |
| 26 | Uruguay (bandiera)   | D     | Santiago Merlo     |
| 29 | Uruguay (bandiera)   | P     | Washington Aguerre |
|    | Uruguay (bandiera)   | A     | Gabriel Leyes      |

### Rosa 2019
| N. |                      | Ruolo | Calciatore          |
| -- | -------------------- | ----- | ------------------- |
| 1  | Uruguay (bandiera)   | P     | Juan Lladó          |
| 2  | Uruguay (bandiera)   | D     | Yeferson Quintana   |
| 3  | Argentina (bandiera) | D     | Agustín Heredia     |
| 4  | Uruguay (bandiera)   | D     | Juan Acosta         |
| 5  | Argentina (bandiera) | D     | Lucas Arzamendia    |
| 6  | Uruguay (bandiera)   | D     | Martín Ferreira     |
| 7  | Uruguay (bandiera)   | C     | Hugo Dorrego        |
| 8  | Uruguay (bandiera)   | C     | Pablo Silvera       |
| 9  | Argentina (bandiera) | A     | Mauro Luna Diale    |
| 10 | Uruguay (bandiera)   | A     | Jonathan dos Santos |
| 11 | Uruguay (bandiera)   | A     | Borys Barone        |
| 12 | Uruguay (bandiera)   | P     | Rodrigo Bentancur   |
| 13 | Uruguay (bandiera)   | D     | Emilio MacEachen    |

| N. |                      | Ruolo | Calciatore              |
| -- | -------------------- | ----- | ----------------------- |
| 14 | Uruguay (bandiera)   | C     | Nicolás Leites          |
| 15 | Uruguay (bandiera)   | C     | Sebastián Assís         |
| 16 | Honduras (bandiera)  | A     | Carlos Fernández        |
| 17 | Uruguay (bandiera)   | A     | Clever Quintana         |
| 18 | Uruguay (bandiera)   | C     | Adolfo Lima             |
| 20 | Uruguay (bandiera)   | A     | Carlos Bueno (capitano) |
| 21 | Uruguay (bandiera)   | A     | Matías Tellechea        |
| 22 | Uruguay (bandiera)   | C     | Facundo Rodríguez       |
| 23 | Uruguay (bandiera)   | D     | Enrique Etcheverry      |
| 25 | Argentina (bandiera) | C     | Tomás Fernández         |
| 29 | Uruguay (bandiera)   | P     | Washington Aguerre      |
| 33 | Uruguay (bandiera)   | C     | Bruno Téliz             |
|    | Uruguay (bandiera)   | D     | Nicolás Cáceres         |